# Alibey Deresi
La rivière Alibey Deresi est une rivière turque coupée par le barrage d'Alibey. Le barrage sert à l'alimentation en eau potable de l'agglomération d'İstanbul. Sa position au-dessus de certains quartiers de la ville ne manque pas d'inquiéter en cas de rupture du barrage au cours d'un tremblement de terre. La rivière Alibey Deresi débouche au fond de la Corne d'Or où elle rejoint la rivière Kağıthane qui s'écoule un peu plus au nord et qui traverse le quartier de Kağıthane.